# David Malukas
David Malukas (Chicago, 27 settembre 2001) è un pilota automobilistico lituano con passaporto statunitense, vice campione della Indy Lights 2021.

## Carriera

### Gli inizi
Malukas ha iniziato a competere in kart nel 2012 con licenza statunitense. L'anno seguente vince Rotax Max Challenge Grand Finals nella categoria Mini MAX, nel 2014 trionfa nel Tour invernale della Florida - Odgen USA Formula TaG Junior e nel 2015 vince la Finale Internazionale IAME nella classe X30 Junior. Nel dicembre del 2016 esordisce in monoposto con il team Rasgaira Motorsports correndo nel campionato di Formula 4 degli Emirati Arabi Uniti, e continua in Formula 4 nel 2017 gareggiando nella serie tedesca con il team Motopark.

### Indy Road
Nel 2018, dopo aver corso l'anno prima nove gare del USF2000 National, passa al campionato Pro Mazda. Conquista tre vittorie e chiude la serie al quarto posto, un ottimo risultato che porta il pilota ad esordire nella Indy Lights l'anno successivo. La stagione risulta negativa, conquista solo due podi e chiude al sesto posto in classifica piloti.
La stagione 2020 dell'Indy Lights viene cancellata a causa della pandemia di COVID-19, e Malukas con il team HMD Motorsports decide di passare al Campionato di F3 nordamericana gestito dalla FIA. Il pilota lituano-statunitense torna alla vittoria e chiude secondo in classifica dietro a Linus Lundqvist. Nel 2021 ritorna a correre in Indy Lights, conquista ben sette vittorie e 16 podi, lottando fino all'ultimo round per la vittoria del campionato con Kyle Kirkwood. All'ultima gara Kirkwood vince e si laurea campione con un vantaggio di soli 13 punti su Malukas.

### IndyCar

#### Dale Coyne Racing (2022-2023)
Nel 2022 il team Dale Coyne Racing annuncia la partnership con il team HMD Motorsports, e Malukas viene scelto come pilota per correre in IndyCar Series. Nel suo primo anno nella serie ottiene come miglior risultato il secondo posto nella corsa di Madison dietro a Josef Newgarden. A fine anno chiude in sedicesima posizione in classifica assoluta e secondo tra i Rookie dietro a Christian Lundgaard.
L'anno seguente viene confermato dal team, ottiene il quarto posto al Texas Motor Speedway e dopo altri due risultati nella top 10 ottiene il suo secondo podio nella serie arrivando terzo sempre nella corsa di  Madison. 

#### Meyer Shank Racing (2024)
Per la stagione 2024 Malukas lascia il team Dale Coyne Racing e passa alla Arrow McLaren. Per colpa di una caduta in bici durante l'allenamento si è infortunato ed è costretto a saltare le prime corse del 2024. Ad aprile il team decide di risolvere l'accordo con Malukas viste le tempistiche ancora incerte sul rientro; il pilota statunitense saluta il team senza essere mai sceso in pista.
Rimasto senza sedile a metà stagione viene ingaggiato dal team Meyer Shank Racing per sostituire Tom Blomqvist a partire dalla gara di Laguna Seca.

#### A. J. Foyt Racing (2025-presente)
Per la stagione 2025 il pilota di origine lituana firma un contratto pluriennale con il team A. J. Foyt Racing. 

## Risultati

### Riassunto della carriera
| Stagione | Serie                          | Team                                  | Gare | Vittorie | Pole | GPV | Podio | Punti | Pos. |
| -------- | ------------------------------ | ------------------------------------- | ---- | -------- | ---- | --- | ----- | ----- | ---- |
| 2016–17  | Formula 4 UAE                  | Rasgaira Motorsports                  | 11   | 0        | 0    | 0   | 2     | 97    | 5°   |
| 2017     | Formula 4 ADAC                 | Motopark                              | 18   | 0        | 0    | 0   | 0     | 20    | 19°  |
| 2017     | USF2000 National               | BN Racing                             | 9    | 0        | 1    | 0   | 1     | 108   | 10°  |
| 2018     | Pro Mazda                      | BN Racing                             | 16   | 3        | 3    | 2   | 6     | 302   | 4°   |
| 2019     | Indy Lights                    | BN Racing HMD Motorsports             | 18   | 0        | 0    | 0   | 2     | 301   | 6°   |
| 2020     | Campionato di F3 nordamericana | HMD Motorsports                       | 17   | 2        | 0    | 1   | 15    | 283   | 2°   |
| 2021     | Indy Lights                    | HMD Motorsports                       | 20   | 7        | 6    | 4   | 16    | 524   | 2°   |
| 2022     | IndyCar Series                 | Dale Coyne Racing con HMD Motorsports | 17   | 0        | 0    | 2   | 1     | 305   | 16°  |
| 2023     | IndyCar Series                 | Dale Coyne Racing con HMD Motorsports | 15   | 0        | 0    | 1   | 1     | 265   | 17°  |
| 2024     | IndyCar Series                 | Meyer Shank Racing                    | 10   | 0        | 0    | 1   | 0     | 148   | 24°  |
| 2025     | IndyCar Series                 | A.J. Foyt Racing                      |      |          |      |     |       |       |      |

* Stagione in corso.

### Risultati completi Indy Lights
| Anno | Team            | 1      | 2     | 3     | 4     | 5     | 6     | 7     | 8     | 9     | 10    | 11     | 12     | 13    | 14    | 15    | 16    | 17    | 18    | 19     | 20     | Punti | Pos. |
| ---- | --------------- | ------ | ----- | ----- | ----- | ----- | ----- | ----- | ----- | ----- | ----- | ------ | ------ | ----- | ----- | ----- | ----- | ----- | ----- | ------ | ------ | ----- | ---- |
| 2021 | HMD Motorsports | ALA 13 | ALA 1 | STP 3 | STP 1 | IMS 2 | IMS 1 | DET 5 | DET 3 | ROA 7 | ROA 1 | MOH1 3 | MOH1 3 | GAT 1 | GAT 1 | POR 1 | POR 7 | LAG 4 | LAG 2 | MOH2 2 | MOH2 2 | 524   | 2°   |

### Risultati completi IndyCar Series
| Anno | Squadra            | Telaio       | Motore    | 1      | 2      | 3      | 4      | 5      | 6       | 7      | 8      | 9      | 10     | 11     | 12    | 13     | 14     | 15     | 16     | 17     | Punti | Pos. |
| ---- | ------------------ | ------------ | --------- | ------ | ------ | ------ | ------ | ------ | ------- | ------ | ------ | ------ | ------ | ------ | ----- | ------ | ------ | ------ | ------ | ------ | ----- | ---- |
| 2022 | Dale Coyne Racing  | Dallara DW12 | Honda     | STP 26 | TXS 11 | LBH 21 | ALA 20 | IMS 12 | INDY 16 | DET 11 | ROA 16 | MDO 9  | TOR 12 | IOW 14 | IOW 8 | IMS 13 | NSH 20 | MAD 2  | POR 14 | LAG 13 | 305   | 16°  |
| 2023 | Dale Coyne Racing  | Dallara DW12 | Honda     | STP 10 | TXS 4  | LBH 20 | ALA 19 | IMS 26 | INDY 29 | DET 23 | ROA 27 | MDO 6  | TOR 20 | IOW 12 | IOW 8 | NSH 27 | IMS 16 | MAD 3  | POR 8  | LAG 20 | 265   | 17°  |
| 2024 | Meyer Shank Racing | Dallara DW12 | Honda     | STP    | LBH    | ALA    | IMS    | INDY   | DET     | ROA    | LAG 16 | MDO 12 | IOW 26 | IOW 13 | TOR 6 | GAT 21 | POR 20 | MIL 15 | MIL 22 | NSH 9  | 148   | 24º  |
| 2025 | A. J. Foyt Racing  | Dallara DW12 | Chevrolet | STP 13 | THE 18 | LBH 17 | ALA 16 | IMS 23 | INDY    | DET    | GAT    | ROA    | MDO    | IOW    | IOW   | TOR    | LAG    | POR    | MIL    | NSH    | 63*   |      |

* Stagione in corso.